# كأس تونس 1984–85
كأس تونس لكرة القدم 1984-1985 هو الموسم رقم 29 منذ الاستقلال وال54 منذ إنشائه من كأس تونس لكرة القدم.

فاز بهذا الموسم النادي الرياضي لحمام الأنف، وجاء ثانيا النادي الإفريقي.

## روابط خارجية
- الموقع الرسمي للجامعة التونسية لكرة القدم.